# Burg Arnstein (Unterfranken)
Burg Arnstein, auch ehemaliges Amtsschloss Arnstein, ist eine hochmittelalterliche Burg in Arnstein im unterfränkischen Landkreis Main-Spessart.

## Geographische Lage

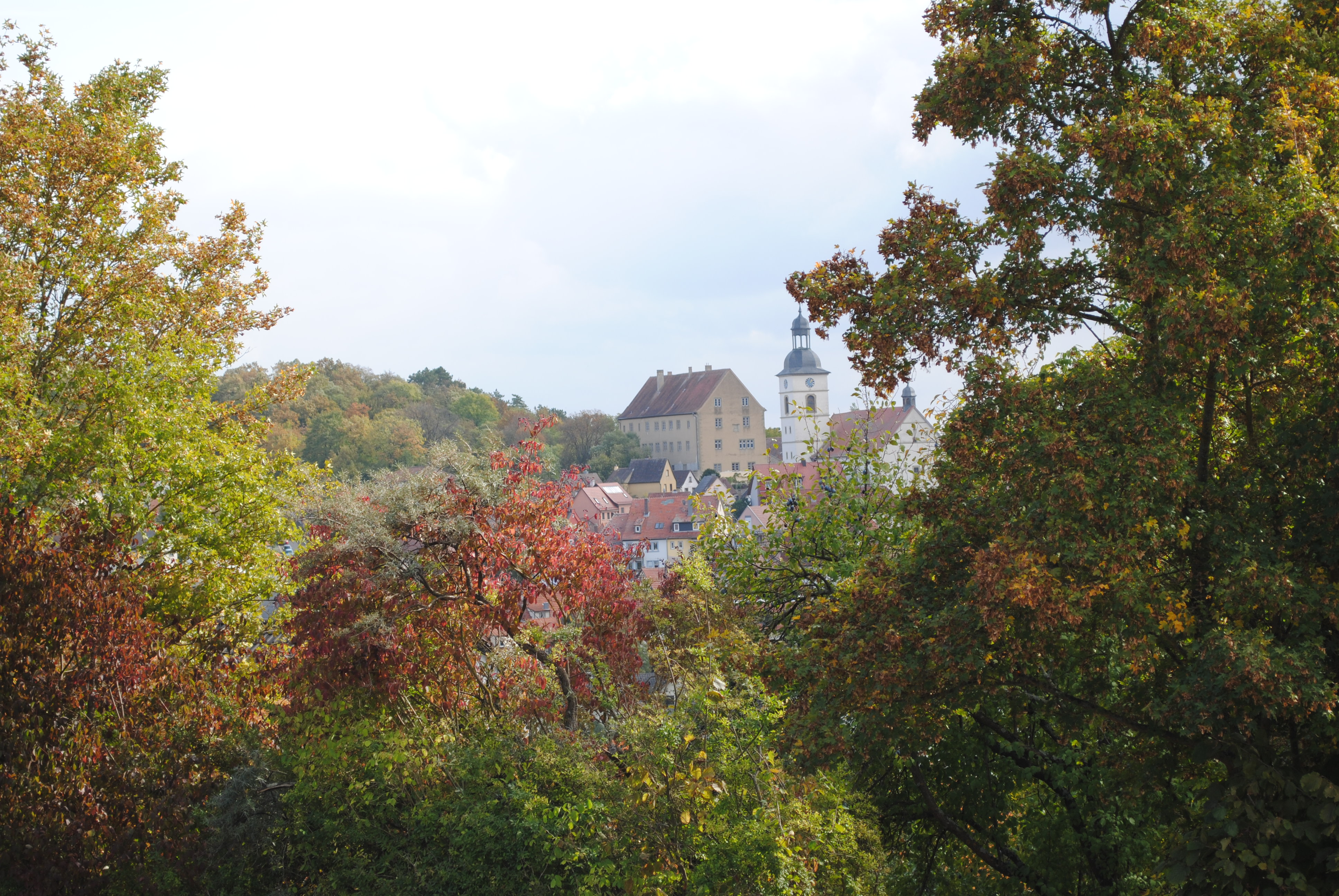
Blick auf die Nordwestseite der Höhenburg

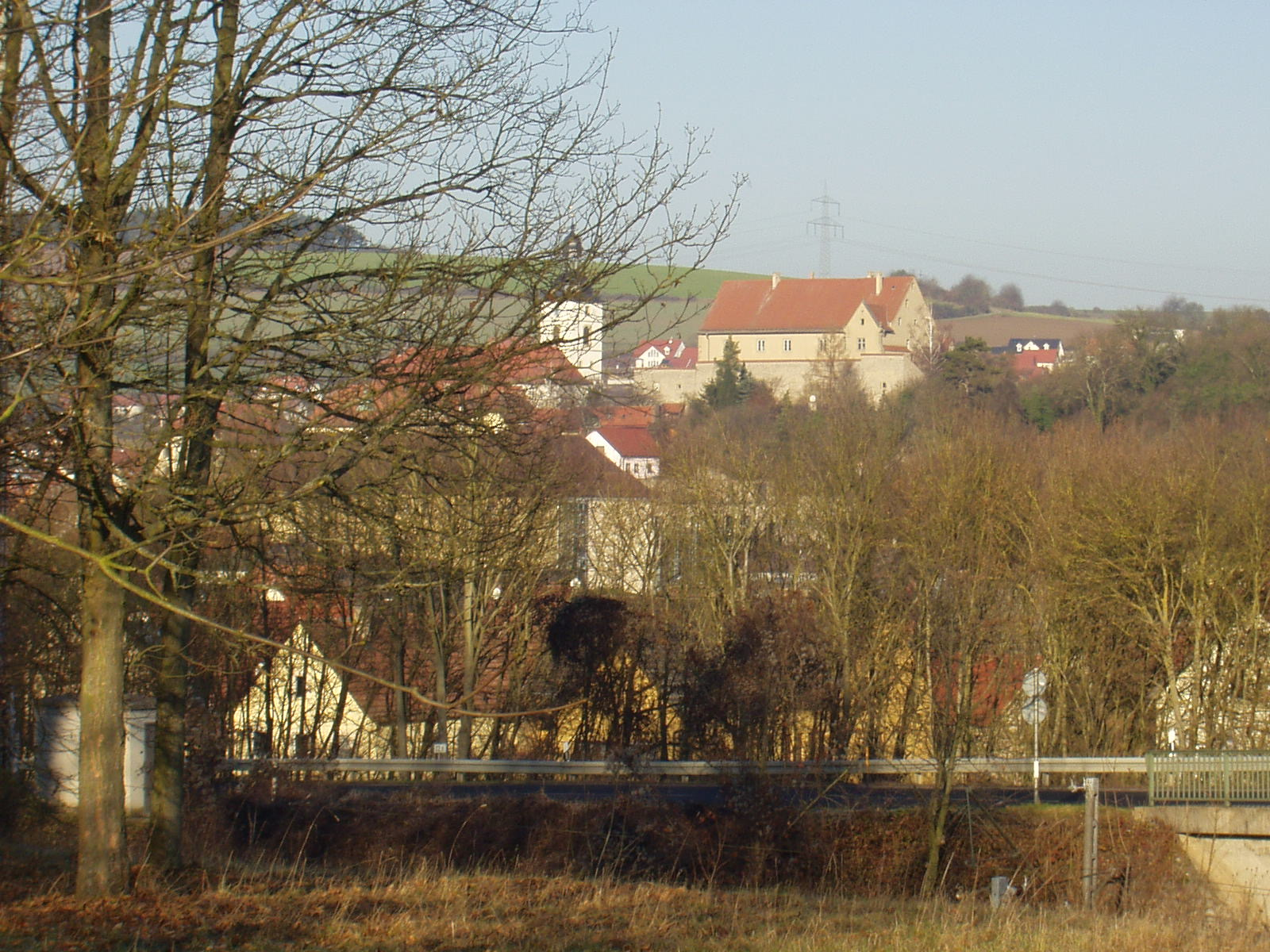
Südseite der Burg

Burg Arnstein liegt auf einem auslaufenden Bergsporn in Ortslage, zu dessen Füßen die Gewässer der Wern und der Schwabach sich vereinen.

## Geschichte

### Gründung

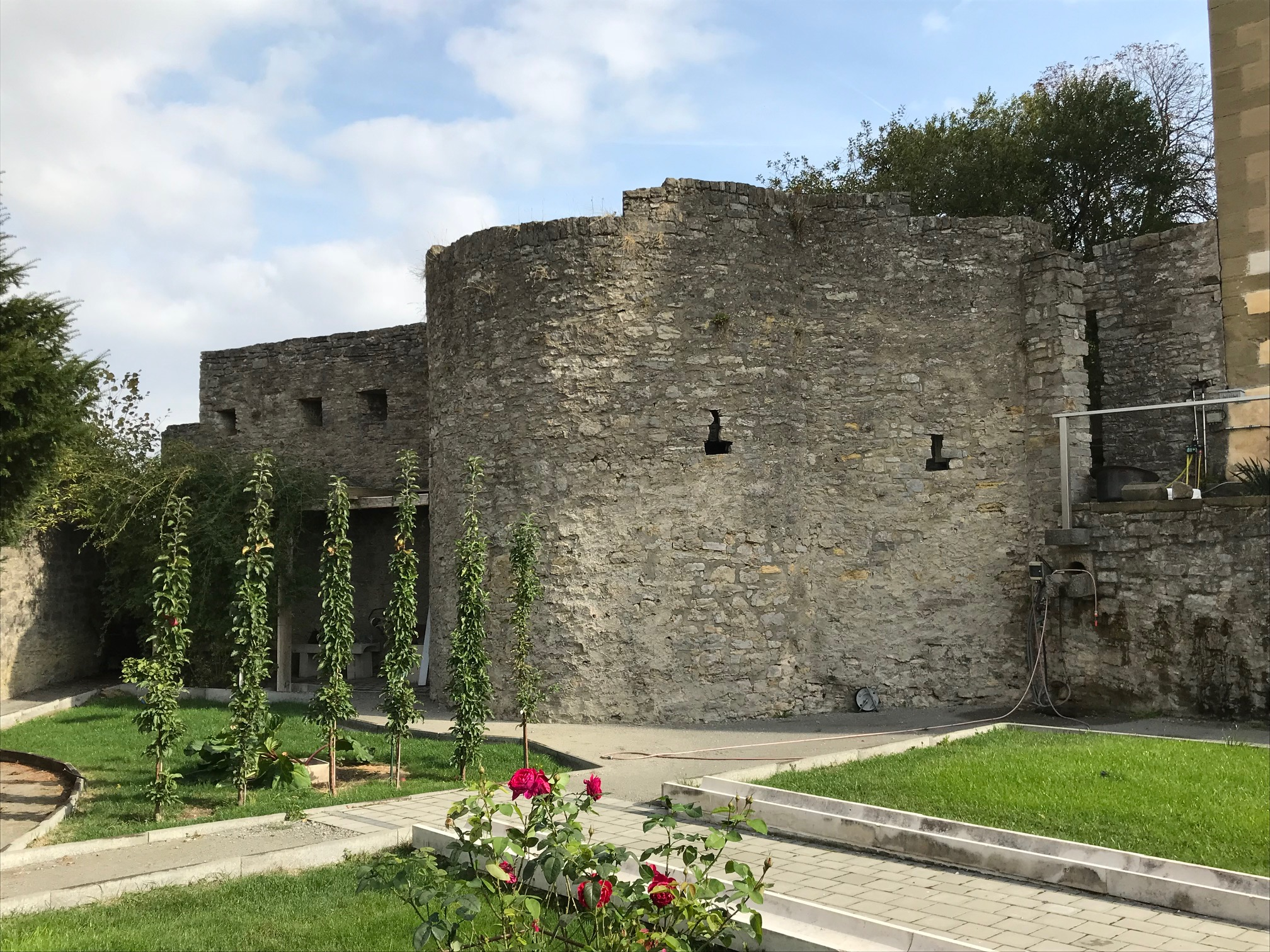
Wehrturm der Burgmauer Richtung Arnsteiner Altstadt

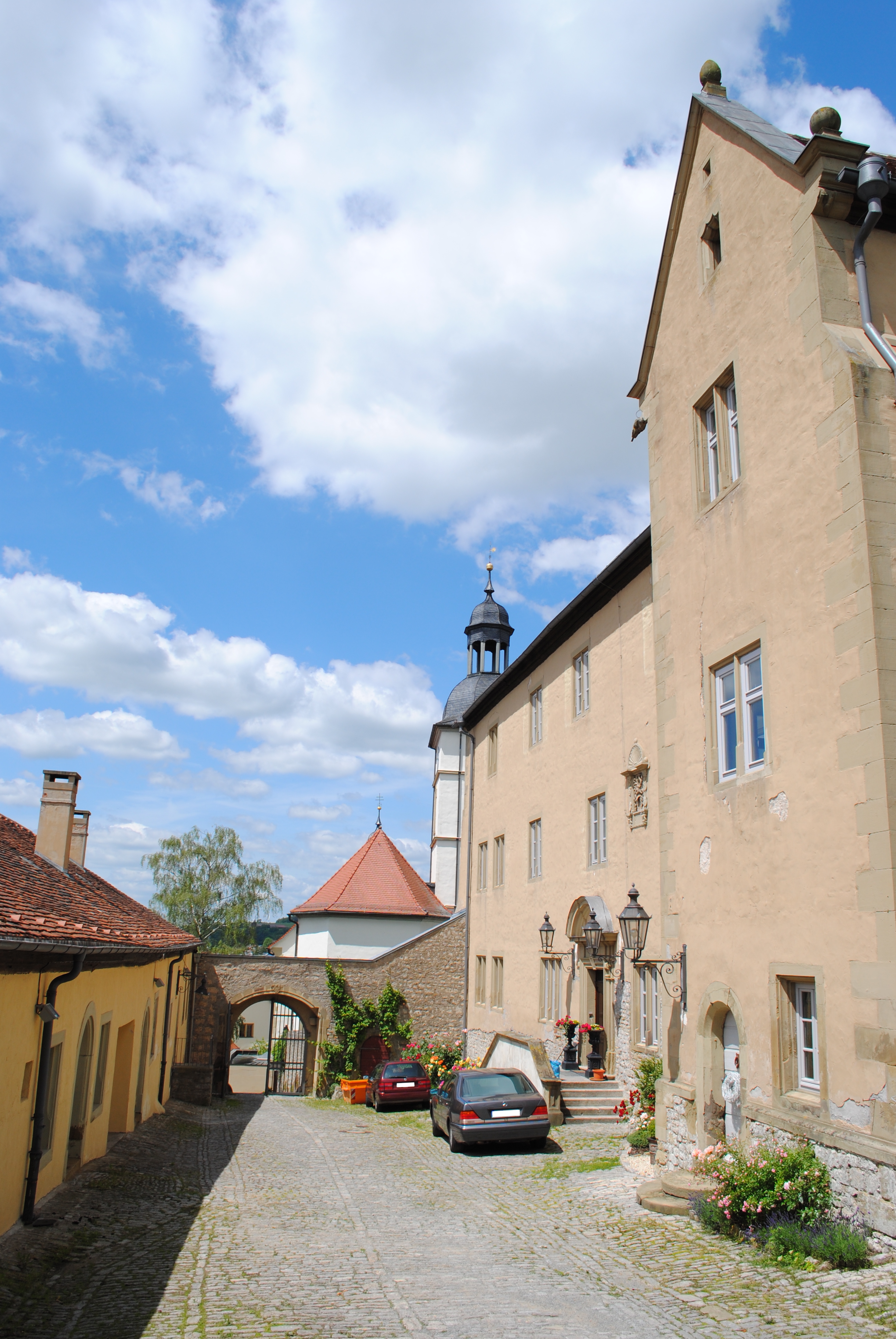
Ansicht vom Innenhof: rechts: Herrenhaus, links: Nebengebäude

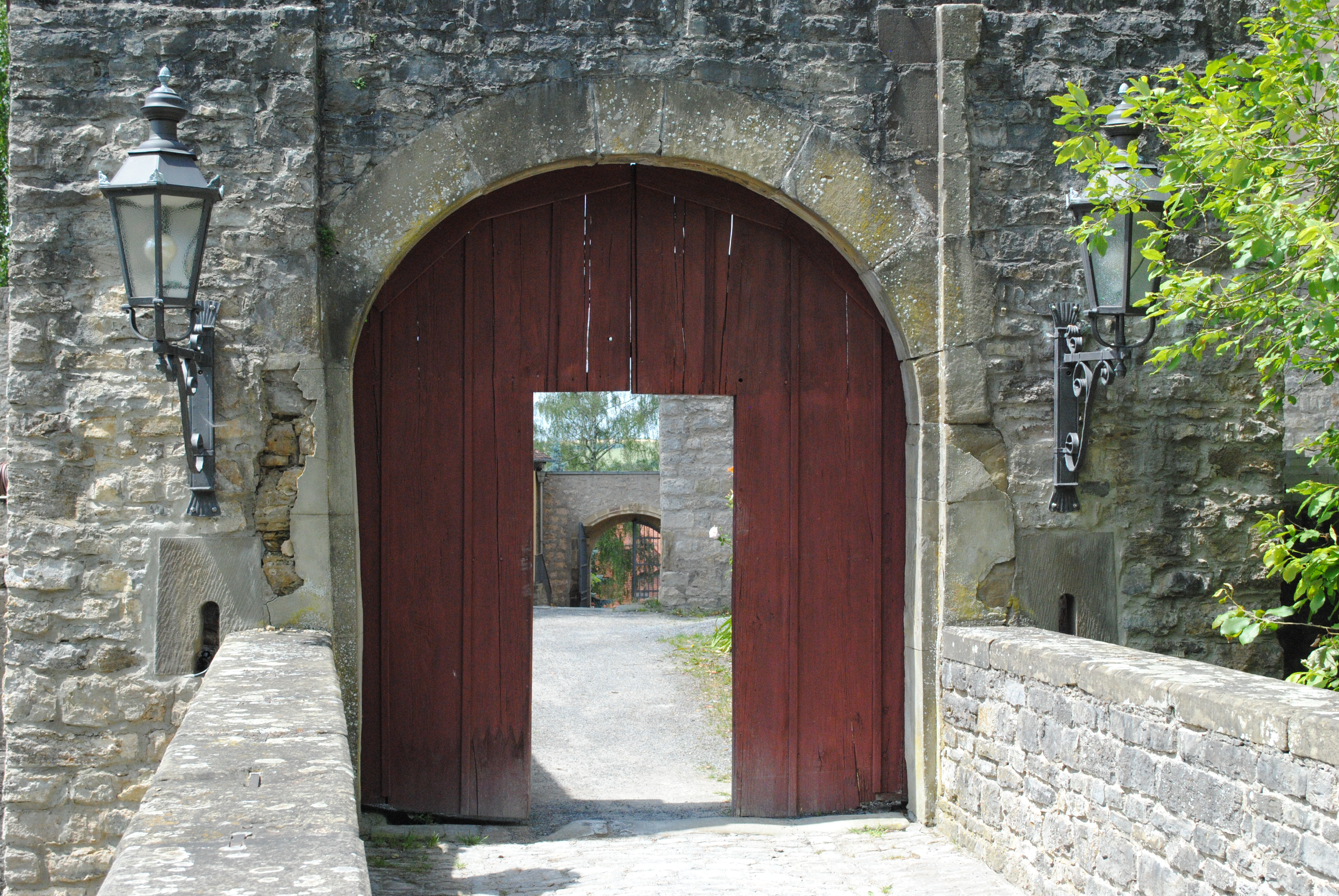
Brücke zur Burg

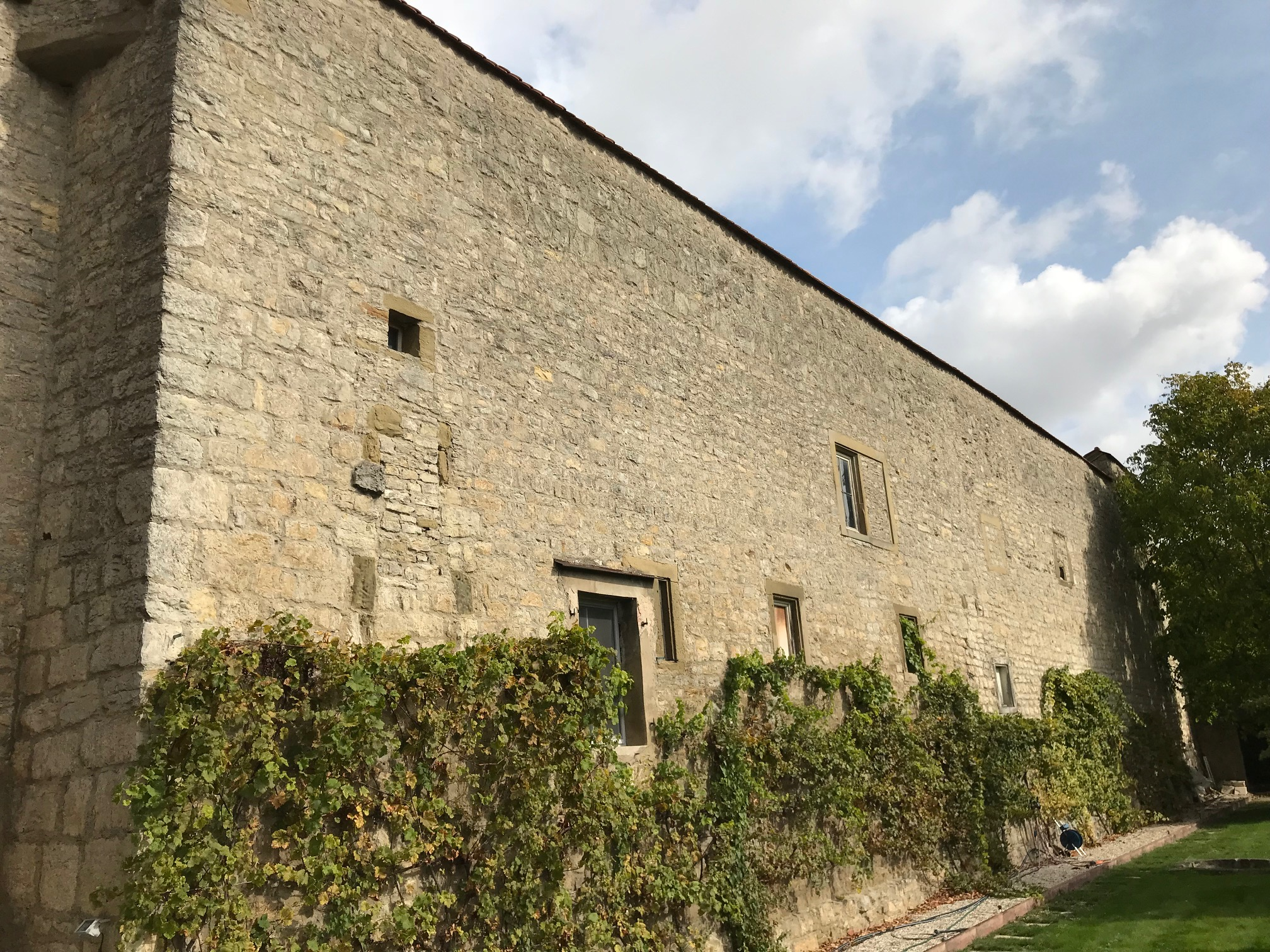
Südansicht der Burg mit Blick auf das Nebengebäude

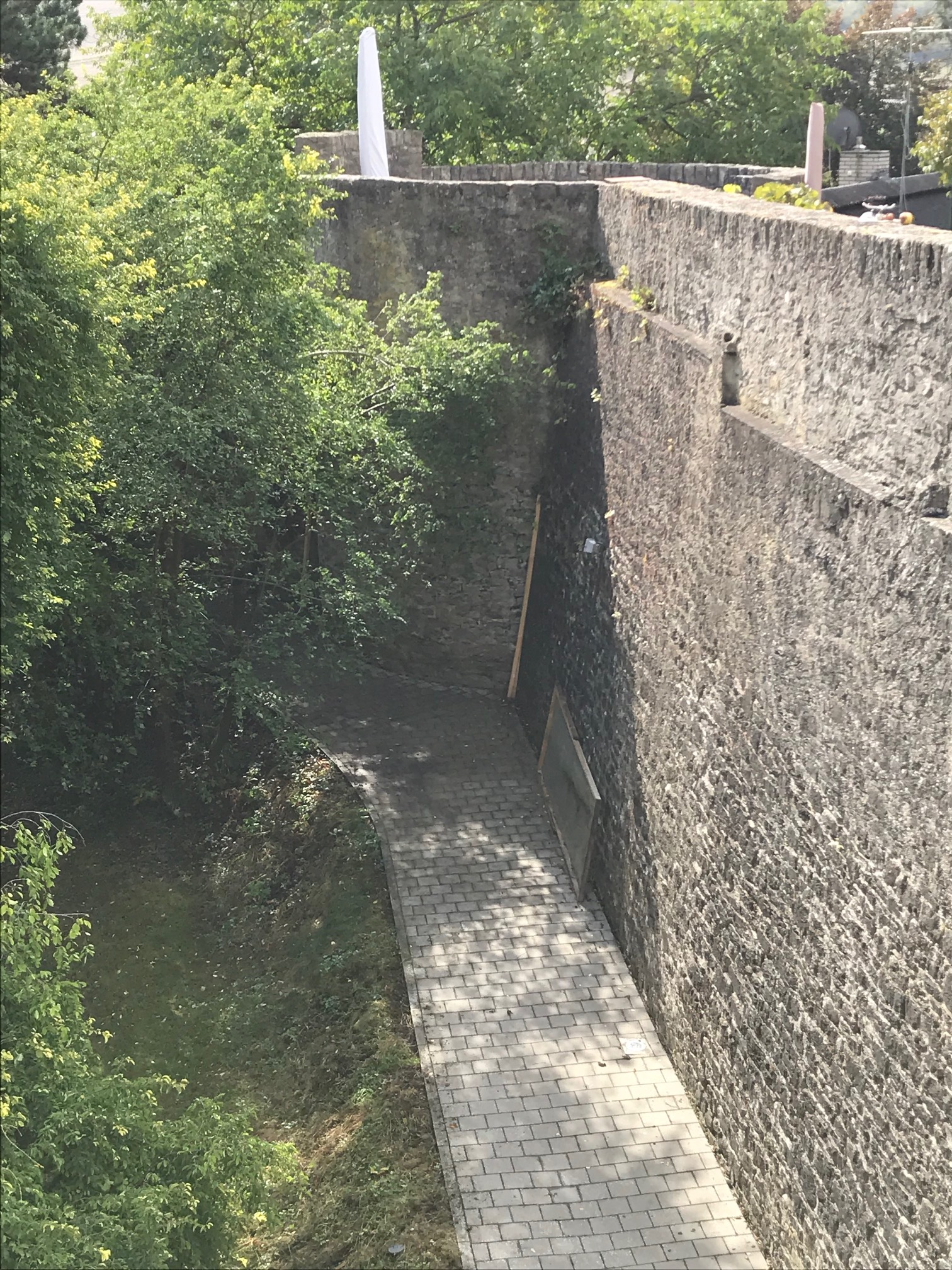
Südlicher Wehrturm mit Burgmauer

Die Ersterwähnung der Burganlage erfolgte im Jahr 1225. Das Bistum Würzburg beanspruchte sein Eigentum an dem Castrum Arnstein im Rahmen einer Streitschrift.
Die Entstehungsgeschichte ist wissenschaftlich nicht abgesichert. Bemerkenswert ist, dass Arnstein und der Umkreis altes Siedlungsgebiet ist, wie Funde von Bandkeramik immer wieder belegen. Die umliegenden Ortschaften wurden alle bereits um ca. 800 urkundlich benannt; Arnstein fehlt regelmäßig in diesen Aufzeichnungen.
Eines der nachdrücklichsten Ereignisse jener Zeit waren sicherlich die Ungarneinfälle ab 907 auch in den Würzburger Raum. Nur der Mauerbau konnte die Magyrischen Reiter aufhalten. Möglicherweise liegt hier der Ursprung der Erstbefestigung des Arnsteins.

### Entwicklungsgeschichte
Durch die strategisch sehr günstige Lage entwickelte sich die Burg sehr schnell als Bollwerk zur Verteidigung der nördlichen Grenze des Bistums Würzburg. Dementsprechend wurde die Burg beständig erweitert.
Am 24. April 1381 wird Burg und Amt Arnstein der Familie von Hutten als Sicherheit und Pfand übergeben. Die Schulden des Bistums unter der Herrschaft von Bischof Gerhard von Schwarzburg belaufen sich auf 12.056 Goldgulden. Im  Jahr 1394 erhielt Hans IV. von Leinach von Eberhard von Rieder Güter in Arnstein und 1401 bekam er das Burgut, zu dem im Jahr 1411 drei Häuser, ein Stadel, zwei Vorwerke, Weinberg und Gärten gehörten, zu Lehen.
Am 19. November 1440 erfolgte eine Belagerung der Burg Arnstein. Bischof Sigismund von Sachsen, Barthelmes von Hutten und Karl von Thüngen verteidigen Burg Arnstein gegen die sächsischen hessischen Angreifer. Alle Angriffe der Belagerer wurden abgewehrt, obgleich die Stadt Arnstein sich den Belagerern anschloss. Die Erfolglosigkeit der Angriffe und starke Fröste beendeten die Belagerung.
Bischof Rudolf II. von Scherenberg (1466–1495) gelingt es, durch die Rückzahlung der Schulden Burg Arnstein auszulösen und dem Bistum als Amtssitz zurückzuführen. Unter seiner Regentschaft wird die Burg zu einem Vierkantschloss „als unregelmässiges Vieleck“ ausgebaut und erreichte damit ihren baulichen Höhepunkt und Schlosscharakter.
Als ab dem 22. Februar 1489 Konrad von Hutten die Rückzahlung bestätigte, war es dem fürstlich würzburgischen Rat Philipp von Weinsberg vergönnt, im Schloss Arnstein zu wohnen. Er löste damit Konrad von Hutten als Amtsmann für Arnstein ab.
1525 erreichte auch Arnstein der Bauernkrieg. Die Burgbesatzung unter Amtmann Götz von Thüngen betrug lediglich „vier reisige Pferden, zwei reisigen Knechten, einem (Reiter-)Knaben, seinem Gesinde und seiner eigenen Familie“ die im Schloss wohnte. Am 23. April wurde die Burg von den Aufständischen eingenommen und der Amtsmann gefangen gesetzt. Nach der Zeit des Bauernkriegs war ca. 50 % des ehemaligen Schlosses zerstört. In den Burgmauern standen nur noch der alte ursprüngliche Palas, der mächtige Burgfried und Reste des ursprünglichen „moderneren“ Wohntraktes des Vierkantschlosses Richtung Süden.
Mit Bischof Konrad III. von Bibra kam der Neuanfang und die heutige Struktur der Burganlage wurde angelegt. Bibra ließ den Burgfried abtragen und integrierte die alten Gebäudeteile in einen Neubau. War das Vierkantschloss von einer Gebäudetiefe von rund 6 m gekennzeichnet, baute Konrad von Bibra zeitgemäß ein Herrenhaus mit 16 m Breite und 33 m Länge auf, was eine Machtdemonstration des Bistums darstellte. Die Fertigstellung wurde mit den Insignien des Fürstbischofs auf 1542/1543 datiert. In der Amtszeit von Bischof Julius Echter von Mespelbrunn hatte die Burg ihre einst strategische Bedeutung durch das Aufkommen von Kanonen verloren. Julius Echter integriert die bis dahin eigenständige Burganlage in die Stadtbefestigung. Die Burg, die bisher zur Stadtseite geschlossen war, erhielt ein Tor mit Zugbrücke, gekrönt mit dem Wappen von Bischof Julius Echter von Mespelbrunn. Mit Julius Echter begann auch die dunkle Zeit der Gegenreformation und der Hexenverfolgung und -verbrennung in Arnstein.
Die Schrecken des Dreißigjährigen Krieges gingen an der Burg und Stadt nicht spurlos vorbei. Die Burg war oft Quartier des Adels zwischen oder vor den Feldzügen. So nächtigte im Jahre 1632 der schwedische König Gustav Adolf auf Burg Arnstein.
Mit der Säkularisation verlor das Bistum das Eigentum an der Burg, die nunmehr im Eigentum des bayerischen Staates stand. 1803 wurde das fränkische Landgericht in der Burg angesiedelt und 1879 hielt das königlich bayerische Amtsgericht Einzug in die Burg. Diese Gerichte tagten im ersten Stock im neuen Gerichtssaal. Der vorsitzende Richter hatte sein Wohnrecht im zweiten Obergeschoss.
Im Zweiten Weltkrieg wurde das Anwesen durch Panzerartillerie schwer getroffen und das Nebengebäude in Brand geschossen. Die Gebäudesubstanz blieb weitgehend intakt. Die Granateinschläge sind noch heute an der Südseite des Nebengebäudes zu sehen. Im Jahr 1973 verlor die Burg, die mittlerweile als Amtsschloss bezeichnet wurde, durch Gerichtsreform „ihre Gerichtsbarkeit“. Damit endete nach rund 750 Jahren die Gerichtsbarkeit der Burg.

### Heutige Nutzung
Seit 2005 ist die Burg im Privatbesitz. Sie ist heute als landschaftsprägendes Baudenkmal gelistet und kann für Events gemietet werden.

## Baubeschreibung

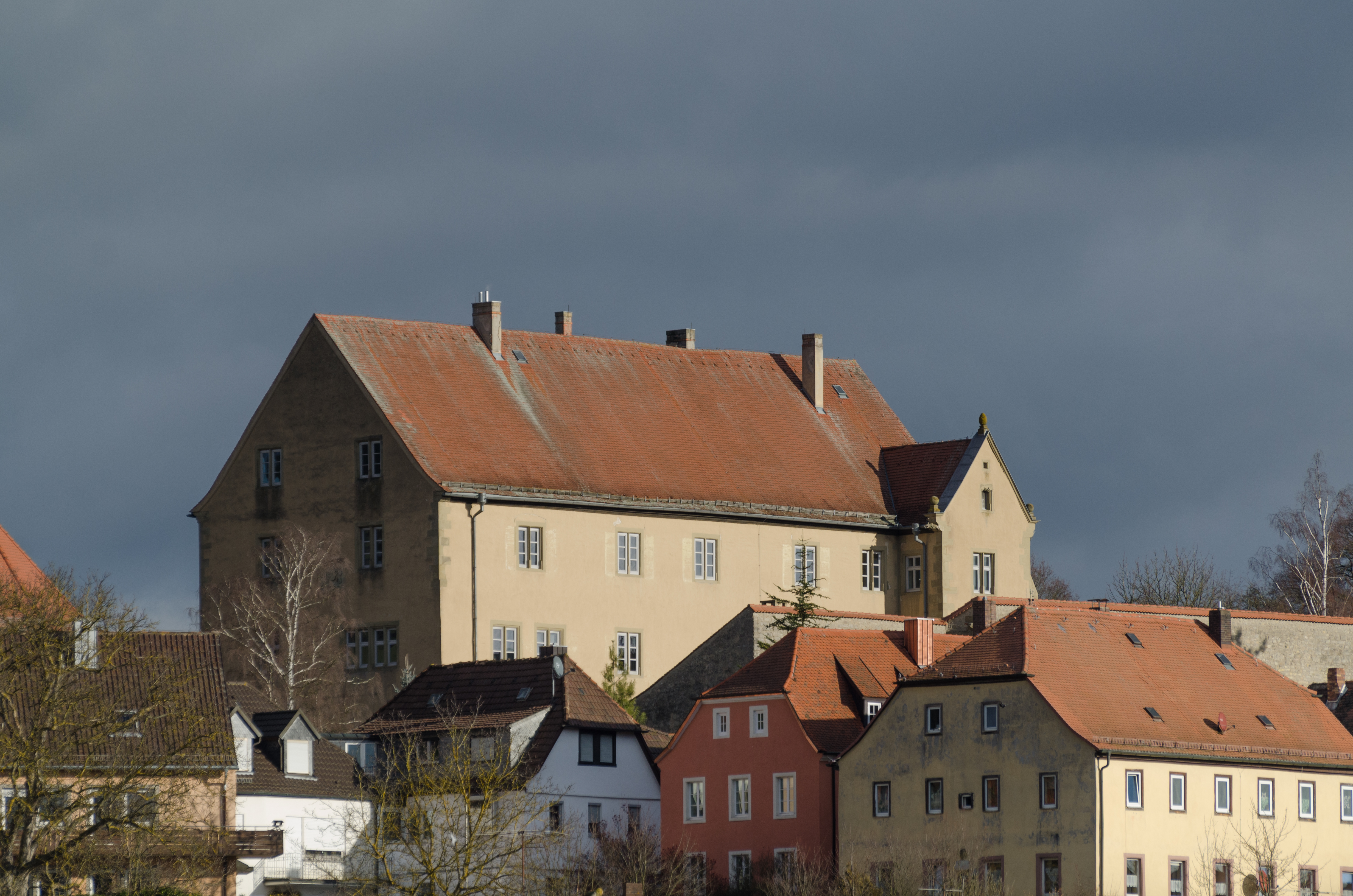
Blick auf das heutige Haupthaus der Burg

Die Burganlage hat das vormals sichtbare Felsmassiv komplett überbaut. Lediglich die Steine im Burggraben, auf welchem die Burgmauer gründet, zeugen noch von dem einst mächtigen Fels. Die mittelalterliche Stadtstruktur auf den verschiedenen Ebenen des Hanges mit Burg, gefolgt von Stadtkirche und Rathaus, ist in Arnstein noch erhalten. Die ehemalige, aufwändige Stadtbefestigung, in welche die Burg integriert wurde (mit insgesamt zwölf Türmen), ist nur noch in Fragmenten erhalten.
Von dem ehemaligen Vierkantschloss, steht noch das heutige Nebengebäude, welches ursprünglich die gleiche Höhe wie das Haupthaus innehatte. Das heutige Haupthaus hat die ehemaligen Gebäudeteile von Palas, Bergfried, Stallungen und Brunnentrakt des Vierkantschlosses eingeschlossen. Die Torhäuser und die Gebäude, die an den Burgmauern standen, wurden über die Jahrzehnte zurückgebaut. Das Herrenhaus trägt sowohl am stadtseitigen Westgiebel als auch an der hofseitigen Südfassade einen Wappenstein von Konrad III. von Bibra mit Ahnenprobe aus den Wappenschilden der von Bibra, der von Seckendorff, der Stiebar von Buttenheim und der von Vestenberg. Der Wappenstein an der Westwand ist auf 1542 datiert, derjenige an der Südfassade auf 1544. Beide Wappensteine sind bei der Restaurierung eingefügte Kopien; die Originale werden in der Eingangshalle aufbewahrt. Die Burgmauer steht noch im Original so wie sie einst Fürstbischof Julius Echter von Mespelbrunn in die Stadtbefestigung integrieren ließ.
Die Grundmauern mit über drei Metern Stärke in den Fundamenten und fast zwei Metern Dicke im Erdgeschoss erinnern noch heute an den Burgcharakter des Bauwerkes. Die in den äußern Mauerwerk vorhandenen Kaminzüge und die ehemaligen Aufgänge zu den oberen Geschossen im Mauerwerk sprechen für die originale Bausubstanz aus der Entstehungszeit, die aber ab 1542 beim Wiederaufbau moderner überbaut wurde.

Innenansichten
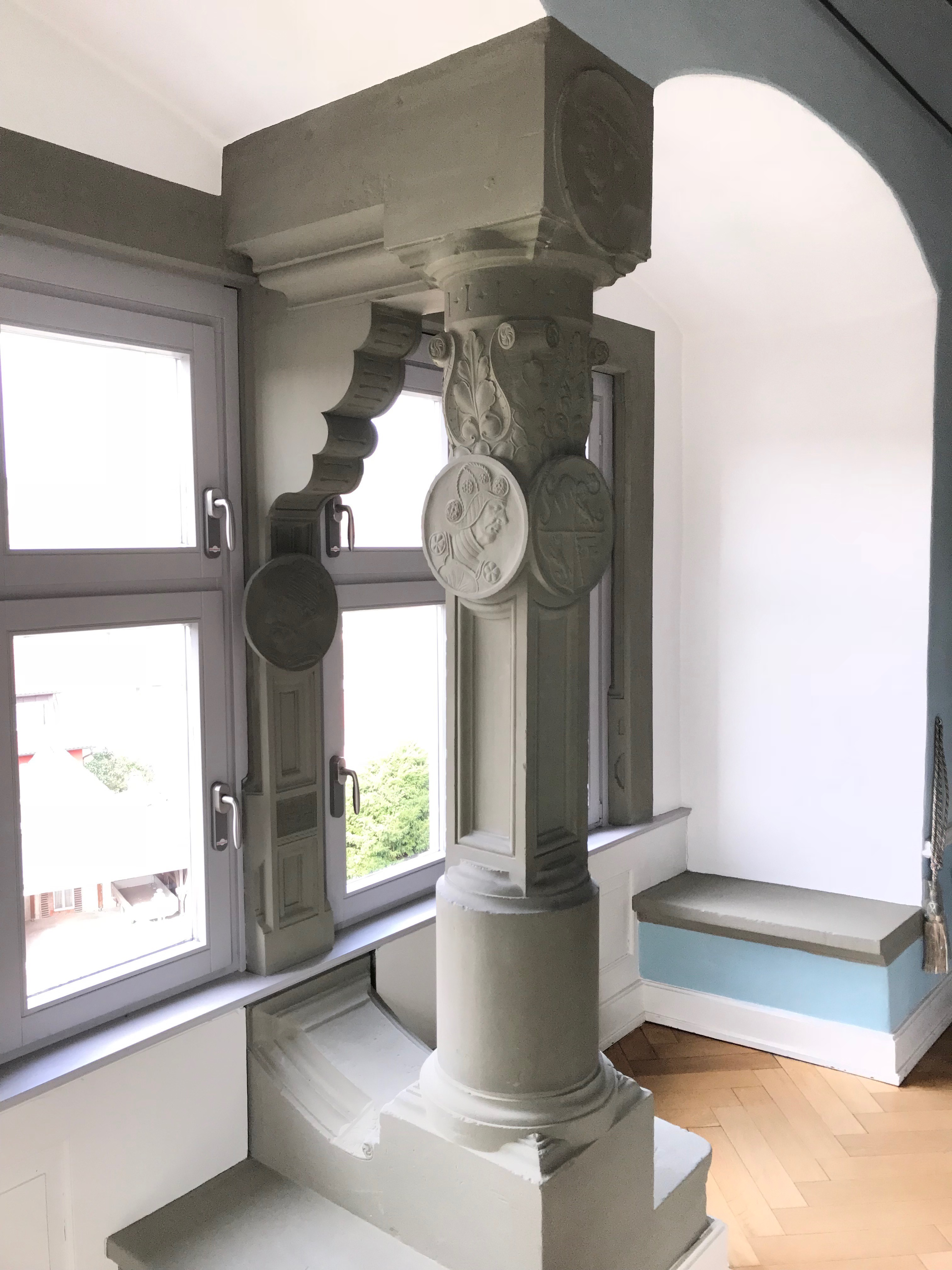
Steinsäule aus dem Jahr 1542 im ersten Stock der Burg mit Wappen von Konrad III. von Bibra und antikisierenden Medaillons
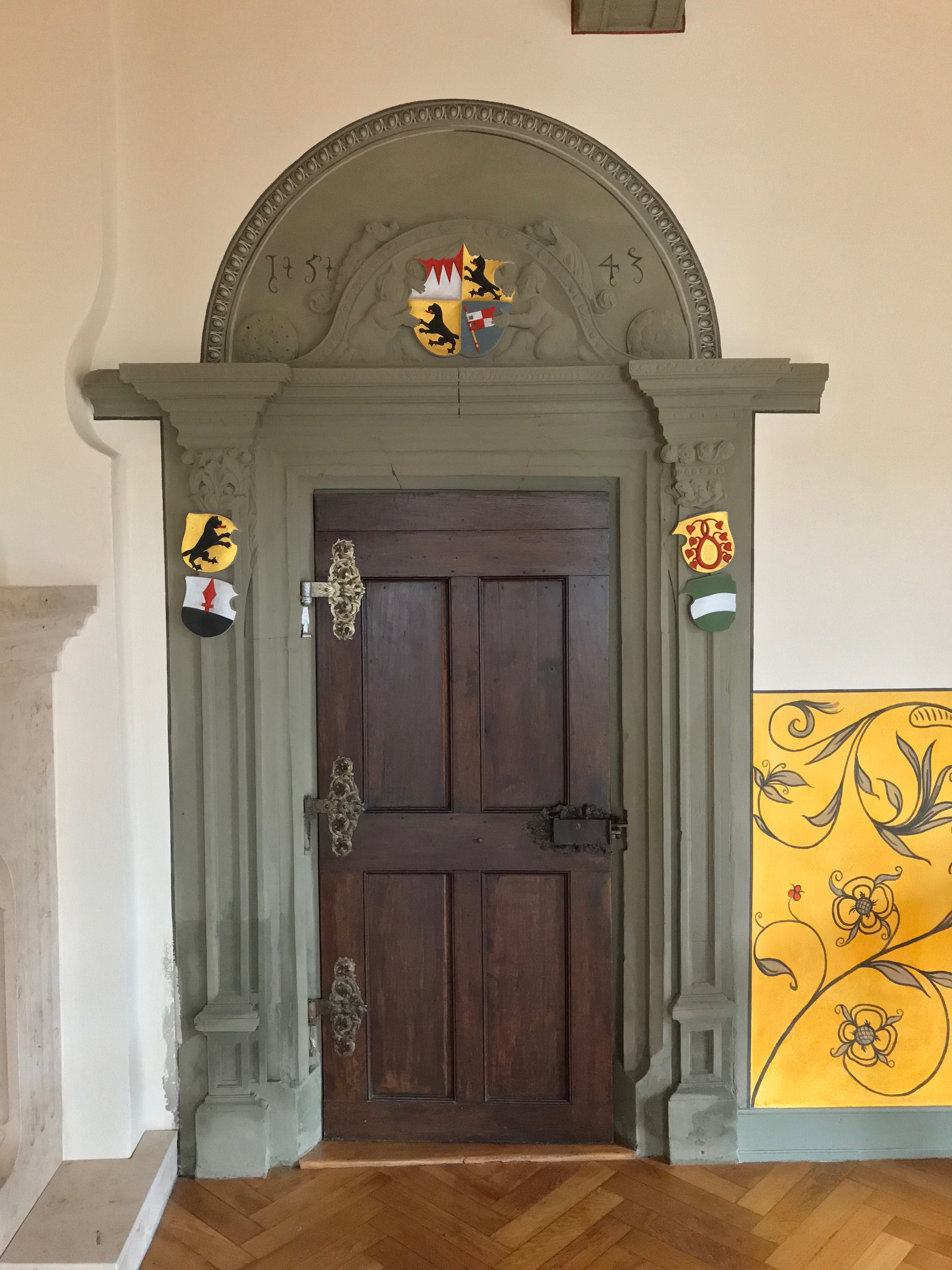
Türrahmen aus dem Jahr 1543 im alten Gerichtssaal, Wappen von Konrad III. von Bibra mit Ahnenprobe
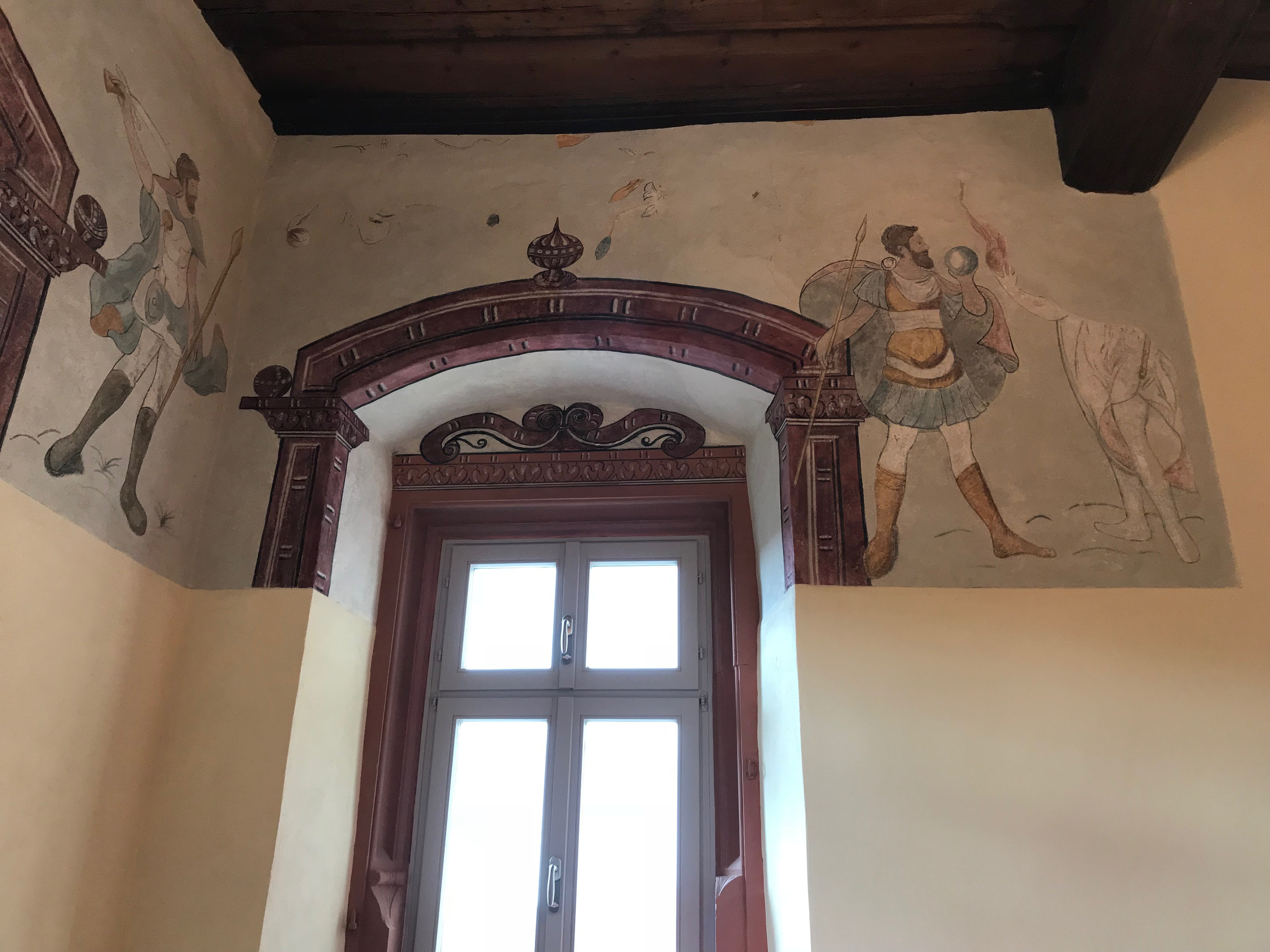
Restaurierte Wandmalerei
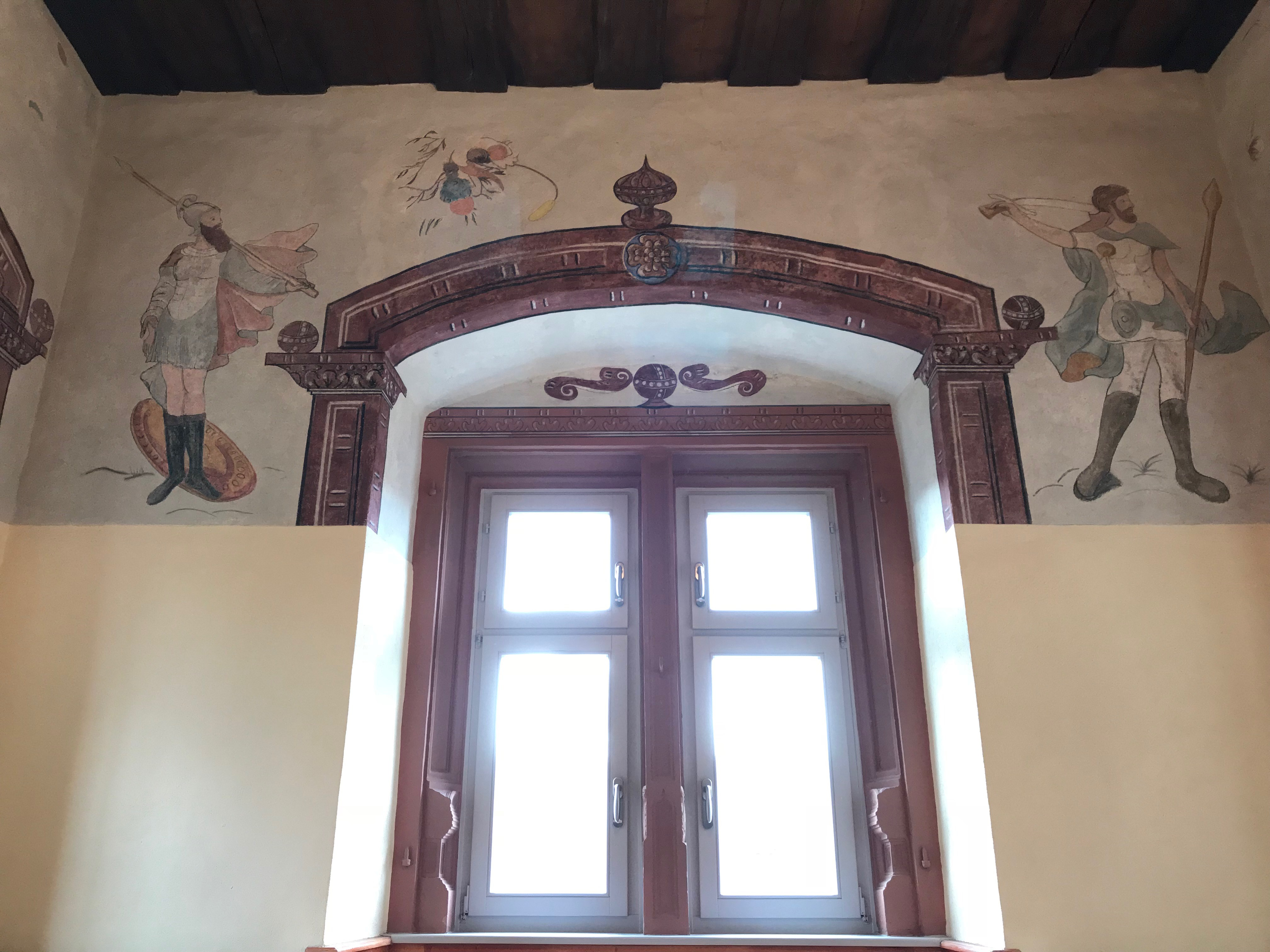
Wandmalerei: Ritterdarstellungen und Fensterausmalung
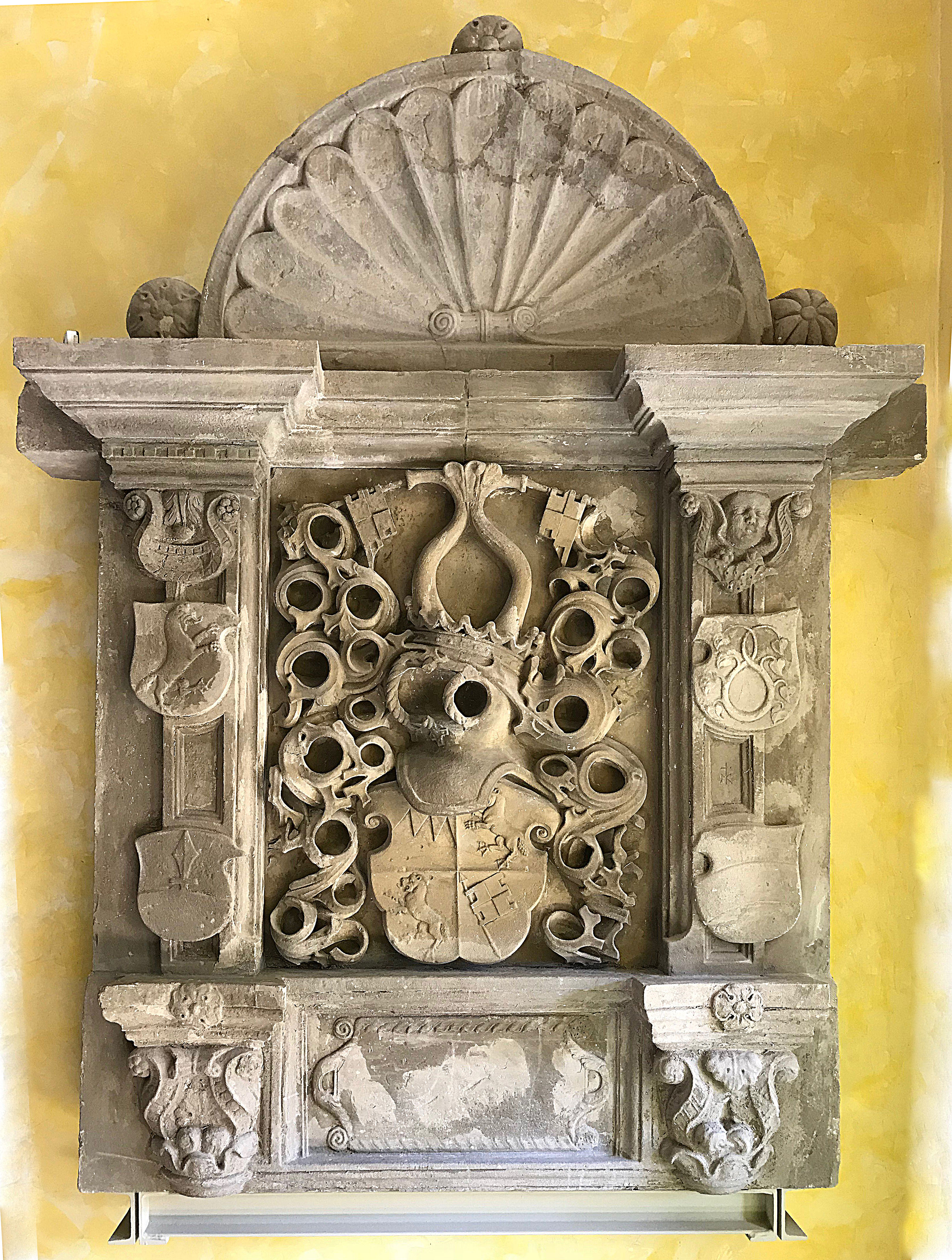
Wappenstein von 1544 des Fürstbischofs Konrad III. von Bibra mit Ahnenprobe, in der Eingangshalle, Original des Wappens der Südfassade
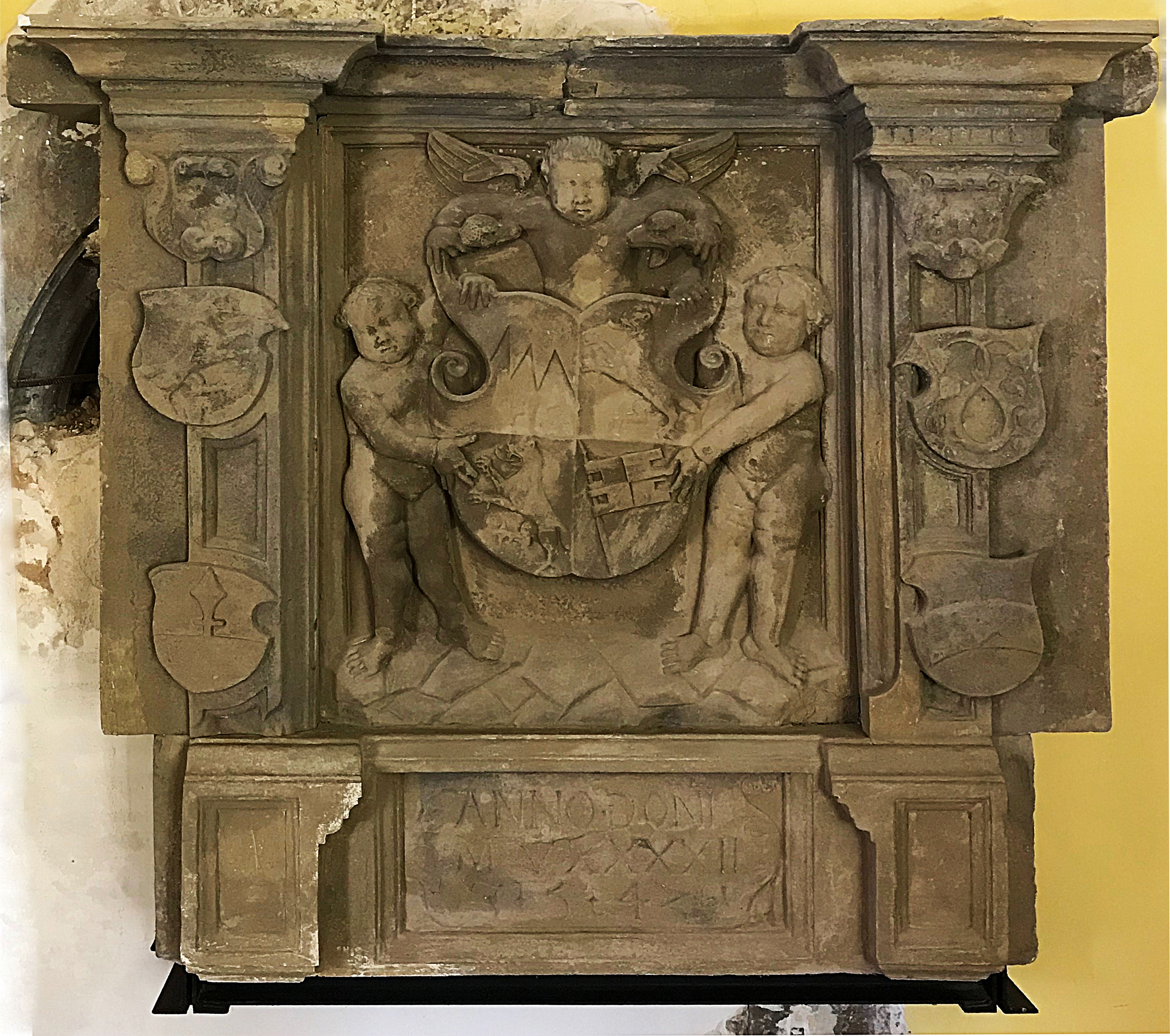
Weiteres Sandsteinwappen von 1542 von Konrad III. von Bibra mit Ahnenprobe, in der Eingangshalle, Original des Wappens des Westgiebels